# Gummo Marx
Milton (Gummo) Marx (New York, 23 oktober 1893 – Palm Springs (Californië), 21 april 1977) was een Amerikaans acteur en impresario. 
Gummo Marx was de vierde van de vijf Marx Brothers, maar in tegenstelling tot zijn oudere broers Chico, Harpo en Groucho en zijn jongste broer Zeppo heeft hij nooit in een film gespeeld. Wel waren hij en Groucho de eersten van de broers die artiest werden. Nog vóór de Eerste Wereldoorlog formeerden zij een vaudeville-act die The Three Nightingales heette. Nadat Harpo en later Chico zich bij de act hadden gevoegd, werd deze omgedoopt tot The Four Marx Brothers. Gummo fungeerde als aangever en romantische jongeling. Deze rol werd in 1917, toen Gummo in dienst ging, overgenomen door Zeppo. Zijn artiestennaam zou Gummo te danken hebben aan het feit dat hij graag rubberen overschoenen (in het Engels gumshoes) droeg. 
Gummo keerde na zijn diensttijd niet meer op het toneel terug, maar ging in zaken. Zo handelde hij onder meer in kleding en in stoffen. Terwijl zijn broers door het hele land reisden met hun vaudeville-act en later naar Hollywood trokken, bleef Gummo aan de oostkust van de Verenigde Staten wonen. Toen Zeppo in de jaren dertig een eigen agentschap voor acteurs begon, haalde hij Gummo echter over naar Californië te verhuizen en partner te worden in zijn firma. Gummo bouwde als agent een goede naam op; zo was hij de ontdekker van de acteur Glenn Ford. Nadat Zeppo en Gummo een einde hadden gemaakt aan hun professionele samenwerking, bleef Gummo fungeren als manager voor Groucho, Harpo en Chico. 
Toen Gummo in april 1977 aan een hartaanval overleed werd dit niet aan Groucho verteld, uit vrees dat zijn toch al frêle gezondheid nog verder zou verslechteren. 
- Gemeinsame Normdatei: 140911634
- International Standard Name Identifier: 0000 0001 1697 3884
- Library of Congress Control Number: no00080907
- Nationale Bibliotheek van Tsjechië: xx0284032
- Nationale Bibliotheek van Israël: 987007265014105171
- Virtual International Authority File: 107881470
- WorldCat: E39PBJrrw9FKPPMXPD9hv9VKVC